# 小倉西郵便局
小倉西郵便局（こくらにしゆうびんきょく）は、福岡県北九州市小倉北区にある郵便局。民営化前の分類では集配普通郵便局であった。

## 概要
住所：〒803-8799 福岡県北九州市小倉北区田町20-1
以前は北九州市小倉北区全域、小倉南区の一部の郵便ポストの収集業務を行っていたが、東小倉輸送郵便局の廃止および地域区分局統合に伴い、当該業務は北九州中央郵便局に移管された。現在当局の消印が押される郵便物は、窓口受付分と局前に設置されているポストからの取集分のみ。

## 沿革
- 1967年（昭和42年）9月11日 - 小倉西郵便局として、小倉区板櫃にて開局[1]。
- 1998年（平成10年）9月1日 - 外国通貨の両替および旅行小切手の売買に関する業務取扱を開始。
- 1999年（平成11年） - 北九州地区における地域区分局統廃合に伴い、小倉南区における集配業務を北九州中央郵便局に移管。
- 2007年（平成19年）10月1日 - 民営化に伴い、併設された郵便事業小倉西支店に一部業務を移管。
- 2012年（平成24年）10月1日 - 日本郵便株式会社発足に伴い、郵便事業小倉西支店を小倉西郵便局に統合。

## 取扱内容

### 直轄業務
- 郵便、印紙、ゆうパック、内容証明
- 店舗前の郵便ポストの取集業務
- 北九州市小倉北区内の一部地域（紫川を挟む西側全域）の配達業務
- ゆうゆう窓口
以前は北九州中央郵便局とともにゆうゆう窓口を含め郵便窓口の24時間営業を行っていたが、合理化により24時間営業を取りやめ、ゆうゆう窓口の営業時間も大幅に短縮された。

### 代理店業務
ゆうちょ銀行
- 貯金、為替、振替、振込、国際送金、国債、投資信託
- ATM（熊本支店小倉西郵便局内出張所）

かんぽ生命保険
生命保険、バイク自賠責保険、自動車保険、がん保険、引受条件緩和型医療保険

## 周辺
- 小倉裁判所合同庁舎
  - 福岡地方裁判所小倉支部
  - 福岡家庭裁判所小倉支部
  - 小倉簡易裁判所
  - 小倉検察審査会
- JR九州小倉総合車両センター
- [[[新小倉病院]]
- UR金田一丁目団地
- NTT西日本小倉西ビル（電報電話局が起源）

## アクセス
- JR鹿児島本線・日豊本線 西小倉駅から徒歩約17分
- 西鉄バス 金田二丁目停留所もしくは金田停留所下車
- 北九州高速1号線 勝山出入口・大手町出入口から北西へ約500m
- 駐車場あり：14台